# Cnesterodon iguape
 Cnesterodon iguape és un peix de la família dels pecílids i de l'ordre dels ciprinodontiformes.

## Morfologia
Els mascles poden assolir els 2,2 cm de longitud total i les femelles els 2,49.

## Distribució geogràfica
Es troba a Sud-amèrica: Brasil.